# Neuer Weg 7 (Quedlinburg)

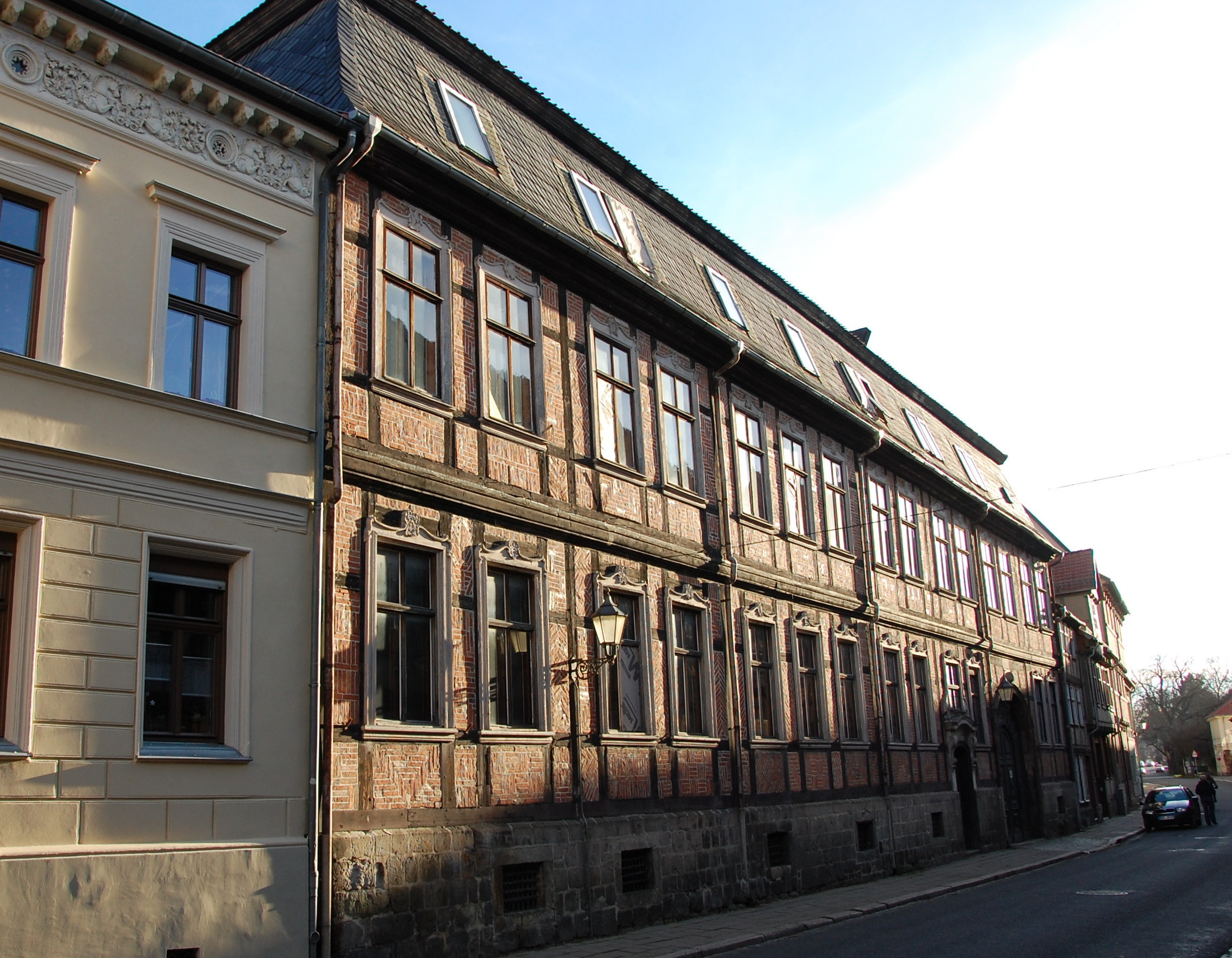
Haus Neuer Weg 7

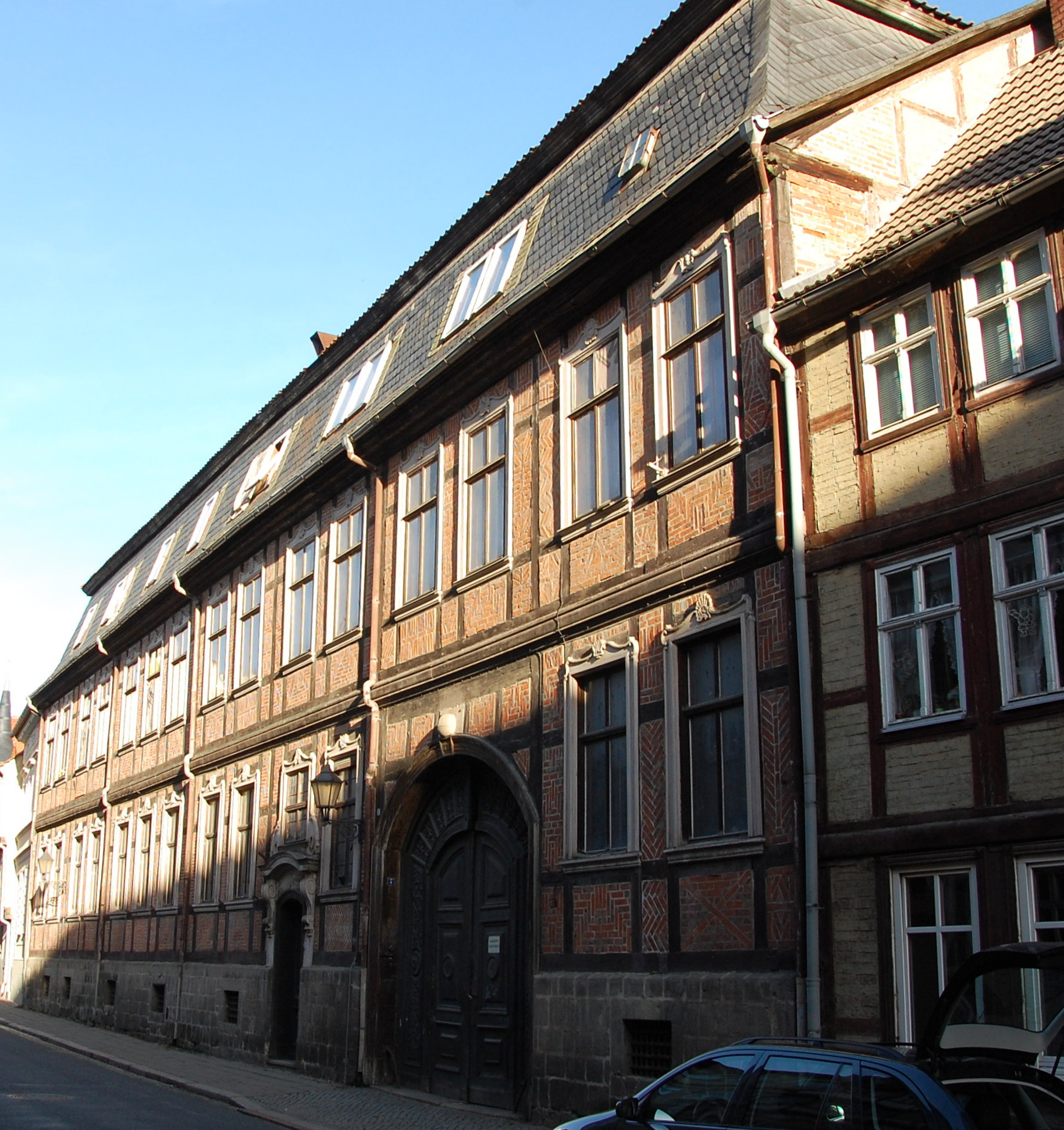
Blick von Süden

Das Haus Neuer Weg 7 ist ein denkmalgeschütztes Gebäude in Quedlinburg in Sachsen-Anhalt.

## Lage
Das im Quedlinburger Denkmalverzeichnis als Ziegelei eingetragene Gebäude befindet sich südlich der historischen Quedlinburger Altstadt, auf der Ostseite des Neuen Wegs. Nördlich grenzt das gleichfalls denkmalgeschützte Haus Neuer Weg 6, südlich das Haus Neuer Weg 8 an.

## Architektur und Geschichte
Das Anwesen diente bereits im Mittelalter, vermutlich ab dem 14. Jahrhundert, als Bauhof und Ziegelei des Stifts Quedlinburg und versorgte das Stift mit Baumaterialien. Der weitläufig angelegte Hof verfügte dazu über besondere Rechte. So durfte im gesamten Stiftsgebiet zur Deckung des städtischen Bedarfs Ton und Kalkstein gebrochen werden.
Das straßenseitige Vorderhaus entstand nach einer Bauinschrift im Jahr 1770 in Fachwerkbauweise und ist im Stil eines Palais gestaltet. Die Gefache sind mit Zierausmauerungen versehen. Die Fenster sind mit Gewänden im Stil des Rokoko umrahmt. Das in der Südhälfte des Hauses befindliche Tor ist mit Schnitzereien verziert. Die Hauseingangstür verfügt über Konsolvoluten und ein Oberlicht. Am Gebäude wurden Befunde zur früheren Farbgebung festgestellt. Ausfachung und Holz waren danach ursprünglich gelb, die Profilbohle und die Fensterrahmungen sandsteingrau gestrichen.
Zum Hof hin bestehen Reste einer Galerie, die mit geschnitzten Pfeilern und Brüstungsreliefs versehen ist.
Die Hofflügel des Anwesens wurden zum Teil durch Umbauten verändert.
Ältester heute erhaltener Bau der Hofanlage ist ein auf der Rückseite des Hofs befindlicher Gebäudeflügel. Der aus Quadermauerwerk errichtete Flügel ist auf das Jahr 1660 datiert, wobei er in seinem Kern vermutlich bereits älter ist. Bemerkenswert ist ein kleines Relief.
In der Zeit der nationalsozialistischen Gewaltherrschaft befand sich im Gebäude das örtliche Hauptquartier des SA. Im Volksmund bestand damals die Bezeichnung SA-Kaserne. Während der Reichspogromnacht, am 9. November 1938, war es der Ausgangspunkt eines Zugs von 30 bis 40 SA-Angehörigen, die in Quedlinburg jüdische Geschäfte verwüsteten.